# FK Smaljavitjy
FK Smaljavitjy (vitryska: ТАА «Футбольны клуб „Смалявічы“», Futbolnij Klub Smaljavitjy) var en vitrysk fotbollsklubb i Smaljavitjy. 

## Historia
Fotbollsklubb grundades 2009 som Vigvam Smaljavitjy.

## Placering tidigare säsonger
| Säsong | Nivå | Liga          | Placering | Referens |
| ------ | ---- | ------------- | --------- | -------- |
| 2011   | 3    | Druha liga    | 11        | [ 3 ]    |
| 2011   | 3    | Druha liga    | 12        | [ 4 ]    |
| 2012   | 3    | Druha liga    | 1         | [ 5 ]    |
| 2013   | 2    | Peršaja liha  | 8         | [ 6 ]    |
| 2014   | 2    | Peršaja liha  | 10        | [ 7 ]    |
| 2015   | 2    | Peršaja liha  | 7         | [ 8 ]    |
| 2016   | 2    | Peršaja liha  | 8         | [ 9 ]    |
| 2017   | 2    | Peršaja liha  | 2         | [ 10 ]   |
| 2018   | 1    | Vysshaya Liga | 15        | [ 11 ]   |
| 2019   | 2    | Peršaja liha  | 2         | [ 12 ]   |
| 2020   | 1    | Vysshaya Liga | 16        | [ 13 ]   |
| 2021   | x    | x             | x         | [ 14 ]   |

## Färger
FK Smaljavitjy spelar i röd och blå trikåer, bortastället är blå.

### Trikåer
| FK Smaljavitjy   | FK Smaljavitjy     |
| Trikåer          | Trikåer            |
| ---------------- | ------------------ |
| 2016 · Hemmakit  | 2016 · Bortaställ  |
| 2019– · Hemmakit | 2019– · Bortaställ |